# Campionato europeo di baseball 1981
Il campionato europeo di baseball 1981 è stato la diciassettesima edizione del campionato continentale. Si svolse ad Haarlem, nei Paesi Bassi, dall’11 al 19 luglio, e fu vinto dai Paesi Bassi, alla loro undicesima affermazione in ambito europeo.

## Squadre partecipanti
- Belgio
- Italia
- Paesi Bassi
- Svezia

## Risultati

### Gruppo
|    | Team        | V - P | Pf - Ps | %     |
| -- | ----------- | ----- | ------- | ----- |
| 1. | Italia      | 5 - 0 | 71 - 10 | 1.000 |
| 2. | Paesi Bassi | 4 - 1 | 56 – 14 | 0.800 |
| 3. | Belgio      | 1 - 5 | 16 - 65 | 0.167 |
| 4. | Svezia      | 1 - 5 | 15 – 69 | 0.167 |

| Haarlem 1981 | Belgio | 0 – 5 | Italia |  |

| Haarlem 1981 | Belgio | 1 – 19 | Paesi Bassi |  |

| Haarlem 1981 | Belgio | 4 – 3 | Svezia |  |

| Haarlem 1981 | Italia | 5 – 4 | Paesi Bassi |  |

| Haarlem 1981 | Paesi Bassi | 6 – 5 | Svezia |  |

| Haarlem 1981 | Italia | 16 – 0 | Svezia |  |

| Haarlem 1981 | Belgio | 1 – 13 | Paesi Bassi |  |

| Haarlem 1981 | Belgio | 4 – 5 | Svezia |  |

| Haarlem 1981 | Belgio | 6 – 20 | Italia |  |

| Haarlem 1981 | Paesi Bassi | 14 – 2 | Svezia |  |

| Haarlem 1981 | Italia | 25 – 0 | Svezia |  |

### Finale 3º/4º posto
| Haarlem 1981 | Belgio | 1 – 2 | Svezia |  |

| Haarlem 1981 | Belgio | 8 – 2 | Svezia |  |

| Haarlem 1981 | Svezia | 12 – 2 | Belgio |  |

### Finale 1º/2º posto
| Haarlem 1981 | Italia | 1 – 8 | Paesi Bassi |  |

| Haarlem 1981 | Italia | 7 – 11 | Paesi Bassi |  |

| Haarlem 1981 | Paesi Bassi | 8 – 3 | Italia |  |

## Classifica finale
| Campione d'Europa | Campione d'Europa | Campione d'Europa |
| ----------------- | ----------------- | ----------------- |
| Paesi Bassi       |                   |                   |
| Argento           | Italia            |                   |
| Bronzo            | Svezia            |                   |
| 4.                | Belgio            |                   |